# Perfect Selection: Dracula Battle
Perfect Selection: Dracula Battle (Japonés パーフェクトセレクション　ドラキュラ・バトル) es un álbum compuesto por Naoto Shibata (Anthem) e interpretado por by 柴田直人プロジェクト (Naoto Shibata PROJECT), un grupo de músicos reunidos por él. Este álbum contiene interpretaciones en heavy metal de varios clásicos de temas de Akumajō Dracula (Castlevania). Fue publicado en Japón el 21 de julio de 1994. El código de catálogo de este álbum es KICA-1145.

## Lista de temas
1. "Beginning" (de Akumajō Densetsu)
2. "Bloody Tears" (de Dracula II: Noroi no Fūin)
3. "Ripe Seeds" (de Dracula Densetsu II)
4. "Cross a Fear" (de Akumajō Dracula X)
5. "Requiem for the Nameless Victims" (de Vampire Killer)
6. "Op.13" (de Akumajō Dracula X)
7. "Vampire Killer" (de Akumajō Dracula)
8. "Calling from Heaven" (de Vampire Killer)
9. "聖者の行進" [Seija no Koushin] (de Akumajō Dracula X)
10. "夜まで待てない" [Yoru Made Matenai] (de Akumajō Dracula -AC-)

## Intérpretes
1. Naoto Shibata: todos los arreglos, bajo
2. Masanori Kusakabe: guitarra
3. Akio Shimizu: guitarra
4. Yusuke Takahama: sintetizador
5. ジェフ藤本: sintetizador

## Personal
- KONAMI KuKeiHa CLUB (Creación)
- Naoto Shibata (Composición)
- Naoto Shibata PROJECT (Interpretación)